# Motor Toon Grand Prix 2
Motor Toon Grand Prix 2 (яп. モータートゥーン・グランプリ2, «Гран-При Мультипликационных Машин 2») — гоночная видеоигра, ставшая предпосылкой к серии игр Gran Turismo. Она разработана группой разработчиков Polys Entertainment (позднее Polyphony Digital). Выпущена в Северной Америке как Motor Toon Grand Prix без цифры в названии, так как предшественник никогда не издавался за пределами Японии. В 2002 году игра была переиздана в комплекте Twin Pack вместе с игрой Gran Turismo. В 2008 году переиздана в PlayStation Network для PlayStation 3, PSP и PS Vita.
Игра совместима с контролёром от Namco — neGcon.

## Персонажи
- Капитан Рок (англ. Captain Rock) (Пилот)
- Болбокс (англ. Bolbox) (Робот)
- Братья Пингвины (англ. Penguin Bros.) (Пингвины Мафиози)
- Принцесса Джин (англ. Princess Jean) (Испорченная Принцесса)
- Раптор и Раптор (англ. Raptor & Raptor) (Инопланетяне)
- Чин Тон Чанг (англ. Ching Tong Chang) (Китайский автогонщик)
- Тщеславный (англ. Vanity) (водитель мотоцикла)
- Жёсткий Билли (англ. Billy the tough) (машинист)